# Susumu Hanagata
Susumu Hanagata (花形 進, Hanagata Susumu) est un boxeur japonais né le 21 janvier 1947 à Yokohama.

## Carrière sportive
Passé dans les rangs professionnels en 1963, il devient champion du Japon des poids mouches entre 1969 et 1973 puis champion du monde WBA de la catégorie le 18 octobre 1974 après sa victoire par KO au 6e round contre Chartchai Chionoi. Hanagata est battu dès le combat suivant par Erbito Salavarria le 1er avril 1975 puis lors du combat revanche. Il met un terme à sa carrière de boxeur en 1976 après une autre défaite en championnat du monde contre le détenteur de la ceinture WBC, Miguel Canto, sur un bilan de 41 victoires, 16 défaites et 8 matchs nuls.